# Golfo di Venezia
Il golfo di Venezia è un'insenatura situata nell'Alto Adriatico che va dalla punta di Goro nel delta del Po fino a capo Promontore, in Istria. Al suo interno è ricompreso il golfo di Trieste più altre baie minori, la laguna Veneta ed altre lagune minori (la ormai bonificata Laguna di Eraclea, la Laguna del Mort, la Laguna di Caorle, la Laguna di Bibione, la Laguna di Marano, la Laguna di Grado). 
Nel golfo di Venezia sfociano, oltre allo stesso Po, i fiumi Isonzo, Piave, Brenta, Bacchiglione, Adige, Tagliamento, Risano, Sile, Rosandra, Lemene, Dragogna, Livenza, Quieto, Arsa, Dese.
Ai tempi della Repubblica di Venezia, la quale ha posseduto per lungo tempo gran parte della Dalmazia, nonché alcuni porti pugliesi, tale denominazione si estendeva a tutto l'Adriatico fino al canale d'Otranto.